# Mark Karpelès
Mark Marie Robert Karpelès, né le 1er juin 1985, également connu sous son alias en ligne MagicalTux, est l'ancien PDG de la plateforme d'échange de bitcoins Mt. Gox. Sous sa direction, Mt. Gox est devenu la plus grande plateforme d'échange de bitcoins au monde, traitant plus de 70 % de toutes les transactions de bitcoins à son apogée. Né en France, il a déménagé au Japon en 2009.

## Biographie
Mark Karpelès grandit à Chenôve, puis à Dijon. Dès l'âge de 4 ans, sa mère lui fait découvrir la programmation informatique qui devient pour lui une passion. Ses proches remarquent chez lui une capacité d’apprentissage hors du commun et un caractère très introverti.
Entre 1995 et 2000, il est scolarisé au collège Prieuré de Binson à Châtillon-sur-Marne, près de Dormans. Il passe ensuite un an au Lycée Claude Bernard à Paris et termine ses études en 2003 au Lycée Louis Armand de Paris.

## Carrière
Karpelès a acquis le site d'échange de bitcoins Mt. Gox du programmeur Jed McCaleb (en) en 2011, qui a ensuite été incorporé à Tokyo, avec son propriétaire original recevant 12 % des actions de la nouvelle société. Mt. Gox a déposé son bilan au Japon le 28 février 2014 ainsi qu'aux États-Unis via le Chapitre 15 du Titre 11 du Code des États-Unis au Texas en mars 2014,.
En avril 2014, à la suite du piratage de Mt. Gox qui a entraîné des pertes significatives de bitcoins, Karpelès a été convoqué par le Financial Crimes Enforcement Network (FinCEN) du Département du Trésor des États-Unis pour témoigner à Washington, D.C. le 18 avril 2014. Les avocats de Mt. Gox ont déposé une réponse judiciaire indiquant que Karpelès n'avait pas de représentation légale pour cette affaire et a donc refusé de comparaître à la date initiale. Ils ont demandé une nouvelle date pour son témoignage, qui a été fixée au 5 mai 2014.
Après l'effondrement de Mt. Gox, Karpelès a rejoint London Trust Media, la société derrière Freenode et Prvate Internet Access (en), en tant que CTO en avril 2018.
En 2023, Mark Karpelès a été nommé ministre de la Technologie pour Joseon, un État-nation virtuel. Dans ce rôle, Karpelès supervise les développements technologiques et les innovations au sein de la juridiction de Joseon, qui met l'accent sur la souveraineté cybernétique et l'utilisation de la technologie blockchain.

## Procédures judiciaires
Le 1er août 2015, la police japonaise a arrêté Mark Karpelès. Il était soupçonné d'avoir modifié les données des soldes des comptes de l'échange en accédant au système informatique de l'entreprise,. Karpelès a été libéré sous caution en juillet 2016, mais a été contraint de rester au Japon. Le 10 juillet 2017, il a plaidé "non coupable" aux accusations de détournement de fonds et de manipulation de données,.
En 2017, Alexander Vinnik, l'opérateur russe de l'échange de bitcoins BTC-e, a été arrêté en Grèce et inculpé pour avoir blanchi plus de 4 milliards de dollars, y compris des fonds volés lors du piratage de l'échange de bitcoins Mt. Gox. Les autorités américaines ont accusé Vinnik d'avoir utilisé BTC-e pour blanchir de l'argent pour des individus impliqués dans des crimes tels que le piratage informatique et le trafic de drogue. Ils l'ont également lié à l'effondrement de Mt. Gox en 2014, alléguant qu'il avait blanchi les fonds volés via BTC-e et Tradehill, un autre échange qu'il possédait. L'arrestation de Vinnik faisait partie d'une série d'opérations américaines contre des cybercriminels russes en Europe,.
Le 14 mars 2019, le tribunal de district de Tokyo a acquitté l'ancien chef de Mt. Gox, Mark Karpelès, de la plupart des charges dans une affaire majeure de bitcoins. Le tribunal de district de Tokyo a reconnu Mark Karpelès coupable d'une seule accusation de manipulation de données liée aux soldes des comptes de Mt. Gox.
Les procureurs de Tokyo avaient inculpé Karpelès d'une série de charges, y compris de détournement de fonds et d'abus de confiance aggravé, et avaient demandé une peine de prison de 10 ans. Mais le tribunal de district de Tokyo a reconnu Karpelès non coupable de toutes les autres charges et a prononcé une peine de prison avec sursis pour la condamnation de falsification.
L'acquittement de Karpelès des accusations plus graves de détournement de fonds et d'abus de confiance aggravé a été une surprise. Le taux de condamnation au Japon après le dépôt des accusations criminelles par les procureurs est supérieur à 99 %.
En juin 2023, le département de la Justice des États-Unis a inculpé deux ressortissants russes, Alexey Bilyuchenko (43 ans) et Aleksandr Verner (29 ans), pour complot en vue de blanchir environ 647 000 bitcoins volés lors du piratage de Mt. Gox en 2014. Les bitcoins volés étaient alors évalués à environ un demi-milliard de dollars.

## Procédures de faillite de Mt. Gox

### Procédures de faillite et remboursements
Les procédures de faillite de Mt. Gox prévoyaient initialement de rembourser les créanciers en yens japonais au prix d'environ 483 dollars américains par bitcoin, ce qui aurait entraîné un remboursement total de 45,6 milliards de yens japonais (environ 400 millions de dollars américains). Au prix du marché début 2022 (environ 35 000 dollars par bitcoin), cela aurait laissé Mark Karpelès avec une somme considérable. Cependant, Mark Karpelès, l'ancien PDG de Mt. Gox, a déclaré qu'il ne souhaitait pas les bénéfices qu'il était censé recevoir des procédures de faillite. Selon les lois japonaises sur la faillite, environ 1 milliard de dollars des fonds reçus iraient aux actionnaires de l'entreprise, dont le principal était la société Tibanne de Karpelès, qui possédait 88 % de Mt. Gox,.
En juin 2018, le tribunal de district de Tokyo a approuvé la demande des créanciers de commencer les procédures de réhabilitation civile. Cela a permis des modalités de remboursement plus flexibles, y compris une compensation basée sur la valeur actuelle des pièces perdues. Les créanciers ont pu commencer à déposer de nouvelles réclamations dans le cadre de ces procédures le 23 août 2018. Cependant, en juin 2021, une action en justice fédérale américaine par les clients de Mt. Gox n'a pas pu être poursuivie en tant que recours collectif, ce qui a mis en péril les espoirs de compensation.

### Démarrage du processus de remboursement en 2024
Le 5 juillet 2024, Mt. Gox a commencé à rembourser ses créanciers en Bitcoin et en Bitcoin Cash dans le cadre du plan de réhabilitation légale. L'avocat Nobuaki Kobayashi supervise le processus, veillant à ce que toutes les vérifications et accords des créanciers soient en place avant les versements. Ces remboursements marquent un moment important, car les créanciers attendent depuis près d'une décennie depuis l'effondrement de l'échange en 2014.
Sur les 850 000 bitcoins perdus, 200 000 bitcoins ont été récupérés, dont 60 000 ont ensuite été vendus par le fiduciaire pour sécuriser des fonds. Compte tenu de l'augmentation spectaculaire de la valeur du Bitcoin, le processus de remboursement est substantiel. Début juillet 2024, Mt. Gox a déplacé 47 228 BTC, évalués à environ 2,7 milliards de dollars, hors de ses portefeuilles hors ligne dans le cadre du processus de remboursement. Des entités comme MtGoxBalanceBot ont suivi ces mouvements de manière transparente, fournissant des mises à jour à la communauté.
Le début des remboursements a entraîné des mouvements significatifs sur le marché des cryptomonnaies. La somme totale due aux créanciers représente environ 0,7 % du total des Bitcoins en circulation. Les 850 000 bitcoins perdus valaient environ 450 millions de dollars au moment du piratage, et les 140 000 bitcoins récupérés valent environ 8,4 milliards de dollars au prix de 60 000 dollars par bitcoin début juillet 2024. Cela signifie que les créanciers reçoivent environ 16 fois plus de valeur sur le marché actuel.